# Дятлов, Александр Иванович
Александр Иванович Дятлов (28 августа 1910, с. Ливенка, Воронежская губерния — 27 апреля 1948, Ялта, Крымская область) — старший лейтенант Рабоче-крестьянской Красной Армии, участник Великой Отечественной войны, Герой Советского Союза (1945).

## Биография
Александр Дятлов родился 28 августа 1910 года в селе Ливенка (ныне — Красногвардейский район Белгородской области). Окончил неполную среднюю школу. В 1941 году Дятлов был призван на службу в Рабоче-крестьянскую Красную Армию. С июля того же года — на фронтах Великой Отечественной войны. Участвовал в боях на Западном, Северо-Западном, 2-м Прибалтийском фронтах. Был ранен. К июлю 1944 года гвардии старший сержант Александр Дятлов командовал пулемётным отделением 87-го гвардейского стрелкового полка 29-й гвардейской стрелковой дивизии 15-го гвардейского стрелкового корпуса 10-й гвардейской армии 2-го Прибалтийского фронта. Отличился во время освобождения Псковской области.
12 июля 1944 года в бою в районе села Загорье Опочецкого района Псковской области Дятлов принял активное участие в отражении нескольких немецких контратак. Когда из шести пулемётов действующим остался лишь пулемёт Дятлова, он принял на себя командование ротой и организовал круговую оборону, а затем восстановил два повреждённых пулемёта. В бою он лично уничтожил более 70 вражеских солдат и офицеров. 15 июля в боях на западной окраине Опочки во время форсирования Великой, когда огонь вражеского пулемёта стал мешать продвижению советских войск, Дятлов в одиночку переплыл реку и уничтожил расчёт пулемёта. 18 июля во время отражения немецкой контратаки Дятлов уничтожил ещё 40 вражеских солдат и офицеров. Когда его пулемёт вышел из строя, он поднял в атаку свой расчёт и отбил пулемёт у противника, но при этом сам попал в окружение. Организовав круговую оборону, Дятлов уничтожил ещё 47 солдат и офицеров противника.
Указом Президиума Верховного Совета СССР от 24 марта 1945 года «за мужество, отвагу и героизм, проявленные на фронте борьбы с немецкими захватчиками» гвардии старший сержант Александр Дятлов был удостоен высокого звания Героя Советского Союза с вручением ордена Ленина и медали «Золотая Звезда» за номером 5466.
В 1945 году в звании гвардии старшего лейтенанта Дятлов был уволен из рядов вооружённых сил по ранению. Первоначально проживал на родине, позднее переехал в Ялту. Скончался 27 апреля 1948 года, похоронен на Госпитальном участке Старого городского кладбища в Ялте.
Был также награждён орденами Отечественной войны 2-й степени, Красной Звезды, Славы 3-й степени, медалью «За отвагу».